# Fusicornis valdivianus
Fusicornis valdivianus is een keversoort uit de familie Lymexylidae. De wetenschappelijke naam van de soort is voor het eerst geldig gepubliceerd in 1866 door Philippi.